# Мігель Мена (плавець)
Мігель Мена (ісп. Miguel Mena, 7 липня 1997) — перуанський плавець.
Учасник Олімпійських Ігор 2016 року.